# Луїс Адвінкула
Луїс Адвінкула (ісп. Luis Advíncula, нар. 2 березня 1990, Чинча-Альта) — перуанський футболіст, півзахисник клубу «Лобос БУАП» та національної збірної Перу.

## Клубна кар'єра
Народився 2 березня 1990 року в місті Чинча-Альта. Вихованець юнацьких команд футбольних клубів «Депортіво Ана», «Естер Гранде Бентін» та «Хуан Ауріч».
У дорослому футболі дебютував 2009 року виступами за команду клубу «Хуан Ауріч», в якій провів один сезон, взявши участь у 31 матчі чемпіонату. Більшість часу, проведеного у складі «Хуан Ауріча», був основним гравцем команди.
Своєю грою за цю команду привернув увагу представників тренерського штабу клубу «Спортінг Крістал», до складу якого приєднався 2010 року. Відіграв за команду з Ліми наступні три сезони своєї ігрової кар'єри. Граючи у складі «Спортінг Крістала» також здебільшого виходив на поле в основному складі команди, а в останньому допоміг команді стати чемпіоном Перу.
21 липня 2012 року підписав контракт з сімферопольською «Таврією», проте вже в серпні відправився на правах оренди назад в «Спортінг Крістал». За версією «Спортінга» Луїса не змогли заявити через ліміт на легіонерів, хоча насправді гравець прибув за місяць до кінця заявочного періоду. Футбольний агент Дмитро Селюк спростовував ці слова, заявлявши, що «Адвінкула є інвалідом. Вінне те що грати, а тренуватися не може.», «У нього одне нога коротша за іншу на 10 сантиметрів. Він навіть не зіграв жодного матчу».
Після завершення оренди, 5 січня 2013 року, підписав чотирирічний контракт з німецьким клубом «Гоффенгайм 1899». У Німеччині Луїс потрапив в аварію, при цьому всього двічі за півроку вийшов на поле (обидва рази на заміну), а потім до самого кінця контракту виступав по орендах за клуби «Понте-Прета», «Спортінг Крістал» та «Віторію» (Сетубал). Але в Європі у Луїса не ладилося.
Влітку 2015 року перуанець перейшов у турецький «Бурсаспор», де Адвінкула також не заграв і відправився в оренду в Аргентину у клуб «Ньюеллс Олд Бойз».
На початку 2017 року перейшов у мексиканський «УАНЛ Тигрес»: там він встановив рекорд швидкості, який (як наполягає Федерація футболу Перу) є світовим. У матчі з «Лобос» Адвінкула пробіг 68 метрів зі швидкістю 36,15 км/год і відібрав м'яч у суперника. Незабаром після цього перейшов на правах оренди в «Лобос БУАП».

## Виступи за збірну
2009 року залучався до складу молодіжної збірної Перу. На молодіжному рівні зіграв у 2 офіційних матчах.
4 вересня 2010 року дебютував в офіційних матчах у складі національної збірної Перу в товариській грі зі збірною Канади.
У складі збірної був учасником Кубка Америки 2011 року в Аргентині та Кубка Америки 2015 року у Чилі, здобувши на обох турнірах бронзові нагороди.
В березні 2016 року Адвінкула випав з обойми «інків». Йому вдалося повернути собі прихильність Рікардо Гареки тільки через сім місяців, але місце на правому краю оборони вже зайняв Альдо Корсо. Адвінкулі довелося задовольнятися роллю дублера. Втім, навіть в такій ситуації Луїс зумів взяти участь в 8 відбіркових матчах і в одному стиковому поєдинку на чемпіонат світу 2018 року у Росії і допоміг команді вийти на турнір після 36-річної перерви. На самому «мундіалі» Адвінкула був основним гравцем, втім його команда не змогла вийти з групи.
Наразі провів у формі головної команди країни 68 матчів.
| Дата      | Місто        | Господарі | Результат | Гості | Турнір             | Голи | Примітки |
| --------- | ------------ | --------- | --------- | ----- | ------------------ | ---- | -------- |
| 21-6-2018 | Єкатеринбург | Франція   | 1 – 0     | Перу  | ЧС 2018 - 1-й етап | -    |          |
| Усього    |              | Матчів    | 1         |       | Голів              | 0    |          |

## Досягнення
- Чемпіон Перу (1): 2012
- Чемпіон Мексики (1): 2016/17А
- Чемпіон Аргентини (1): 2022
- Володар Кубка Аргентини (1): 2020–21
- Володар Суперкубка Аргентини (1): 2022

Збірні
- Срібний призер Кубка Америки: 2019
- Бронзовий призер Кубка Америки: 2011, 2015